# Associazione Sportiva Dilettantistica Napoli Calcio Femminile 2011-2012
Questa voce raccoglie le informazioni riguardanti l'Associazione Sportiva Dilettantistica Napoli Calcio Femminile nelle competizioni ufficiali della stagione 2011-2012.

## Organigramma societario
Aggiornato al 26 gennaio 2012.
Area direttiva
- Presidente: Raffaele Carlino
- Presidente Onorario: Luciano Cimmino
- Vicepresidente: Flavio Dinacci
- Consigliere: Dario Festa
- Consigliere: Marco Tammaro
- Consigliere: Luca Esposito
- Consigliere: Pino Carlino
- Consigliere: Paolo Carlino
- Direttore Generale: Italo Palmieri
- Amministratore Delegato: Carlo Palmieri

Area comunicazione
- Addetto stampa: Carlo Zazzera

Area organizzativa
- Segretario: Raffaele Riccio

Area tecnica
- Direttore Sportivo: Bruno Moriello
- Allenatore: Geppino Marino
- Allenatore in 2ª: Marcella Bentivoglio
- Preparatore atletico: Felice De Maio
- Preparatore dei portieri: Luca Sorrentino

Area direttiva giovanili
- Responsabile: Fulvio Gais

Area tecnica giovanili
- Allenatore squadra Primavera: Alessandro Riccio
- Allenatore squadra Pro Calcio Donne: Roberta Alfieri
- Allenatore squadra Giovanissimi Regionali: Kulia Batashova
- Allenatore squadra Esordienti: Peppe Massa

## Rosa
Rosa aggiornata al 26 gennaio 2012.
| N. |                        | Ruolo | Calciatrice               |
| -- | ---------------------- | ----- | ------------------------- |
|    | Stati Uniti (bandiera) | P     | Katherine Angelina Loomis |
|    | Italia (bandiera)      | P     | Tiziana Mariano           |
|    | Romania (bandiera)     | P     | Sabina Radu               |
|    | Italia (bandiera)      | D     | Gaia Apicella             |
|    | Italia (bandiera)      | D     | Martina Canonico          |
|    | Italia (bandiera)      | D     | Ramona De Rosa            |
|    | Italia (bandiera)      | D     | Paola Di Marino           |
|    | Italia (bandiera)      | D     | Roberta Filippozzi        |
|    | Italia (bandiera)      | D     | Annalisa Fontanella       |
|    | Italia (bandiera)      | D     | Manuela Rapuano           |
|    | Italia (bandiera)      | D     | Anna Rizzo                |
|    | Italia (bandiera)      | D     | Emanuela Schioppo         |
|    | Italia (bandiera)      | C     | Emanuela Di Maro          |

| N. |                   | Ruolo | Calciatrice                   |
| -- | ----------------- | ----- | ----------------------------- |
|    | Italia (bandiera) | C     | Valentina Esposito (Capitano) |
|    | Italia (bandiera) | C     | Roberta Giuliano              |
|    | Italia (bandiera) | C     | Caterina Kensbock             |
|    | Italia (bandiera) | C     | Elisa Lecce                   |
|    | Italia (bandiera) | C     | Daniela Longo                 |
|    | Italia (bandiera) | C     | Sara Taddeo                   |
|    | Italia (bandiera) | C     | Silvia Vivirito               |
|    | Italia (bandiera) | A     | Carmela Basile                |
|    | Italia (bandiera) | A     | Maria Caramia                 |
|    | Italia (bandiera) | A     | Roberta Diodato               |
|    | Italia (bandiera) | A     | Valeria Pirone                |
|    | Italia (bandiera) | A     | Sara Sibilio                  |
|    | Italia (bandiera) | A     | Rossella Vitale               |

## Calciomercato

### Sessione estiva(dall'1/7 al 31/8)
| Acquisti | Acquisti                  | Acquisti        | Acquisti   |
| R.       | Nome                      | da              | Modalità   |
| -------- | ------------------------- | --------------- | ---------- |
| P        | Katherine Angelina Loomis | Santa Cruz      | definitivo |
| P        | Tiziana Mariano           | Vis Francavilla | definitivo |
| P        | Sabina Radu               | Pontecagnano    | definitivo |
| D        | Roberta Filippozzi        | Roma CF         | definitivo |
| D        | Anna Rizzo                | Cavese          | definitivo |
| C        | Silvia Vivirito           | Venezia 1984    | definitivo |
| A        | Maria Caramia             | Vis Francavilla | definitivo |

| Cessioni | Cessioni           | Cessioni           | Cessioni      |
| R.       | Nome               | a                  | Modalità      |
| -------- | ------------------ | ------------------ | ------------- |
| P        | Alice Pignagnoli   | Torres             | definitivo    |
| P        | Tiziana Impoco     | Orlandia97         | definitivo    |
| D        | Cristina Ugolini   | Riviera di Romagna | definitivo    |
| D        | Tiziana Segretario | Camaleonte         | definitivo    |
| C        | Valeria Cellura    | Camaleonte         | definitivo    |
| C        | Brittain Maas      | Northern Virginia  | fine prestito |
| A        | Fabiana Colasuonno | Atletico Oristano  | definitivo    |

## Risultati

### Serie A2

#### Girone di andata
| Arbitro: | Cesarano (Salerno) |

|                             |           |              |
| Caramia 41’ Vitale 85’, 90’ | Marcatori | 27’ Perrotti |

| Arbitro: | Dibenedetto (Barletta) |

|  |           |                                         |
|  | Marcatori | 15’, 58’ Caramia 30’ Lecce 73’ Giuliano |

| Arbitro: | Romano (Nola) |

|                                                     |           |  |
| Lecce 5’ (rig.) Diodato 43’ Pirone 65’ Giuliano 72’ | Marcatori |  |

| Arbitro: | Loprete (Catanzaro) |

|               |           |                  |
| Fiorentino 3’ | Marcatori | 53’, 60’ Caramia |

| Arbitro: | Marotta (Sapri) |

|                           |           |             |
| Lecce 20’, 35’ Pirone 63’ | Marcatori | 77’ Bassano |

| Arbitro: | Di Paolo (Chieti) |

|  |           |             |
|  | Marcatori | 75’ Caramia |

| Arbitro: | Di Gioia (Nola) |

|                        |           |  |
| Caramia 15’ Pirone 24’ | Marcatori |  |

| Arbitro: | Barbuto (Vibo Valentia) |

|  |           |           |
|  | Marcatori | 62’ Lecce |

| Arbitro: | Somma (Castellammare di Stabia) |

|                                                                   |           |                |
| Pirone 4’, 49’, 75’, 79’ Caramia 6’, 42’ Diodato 32’ Kensbock 38’ | Marcatori | 26’ Sciarretti |

| Capo d'Orlando 15 gennaio 2012, ore 15:00 CEST 11ª giornata | Orlandia97      | 0 – 0 referto | Napoli | Stadio F. Micale\| Arbitro: \| Zimmaro (Paola) \| |
| Arbitro:                                                    | Zimmaro (Paola) |               |        |                                                   |

#### Girone di ritorno
| Arbitro: | Finzi (Foligno) |

|  |           |                                                                   |
|  | Marcatori | 3’ (rig.), 38’, 45’, 57’, 74’ Caramia 47’, 62’ Pirone 87’ Diodato |

| Arbitro: | Fagnani (Termoli) |

|                                                    |           |             |
| Caramia 25’, 39’ Vitale 47’ Lecce 49’ Giuliano 62’ | Marcatori | 32’ De Risi |

| Arbitro: | Madonia (Palermo) |

|  |           |                                                   |
|  | Marcatori | 2’, 25’, 40’, 75’ Pirone 43’ Giuliano 59’ Caramia |

| Arbitro: | Paone (Ercolano) |

|                                                                    |           |                |
| Vivirito 13’ Lecce 28’, 92’ Vitale 31’ (rig.), 43’ Pirone 48’, 85’ | Marcatori | 56’ Gencarelli |

| Arbitro: | Buonocore (Marsala) |

|               |           |                                          |
| Settecasi 65’ | Marcatori | 78’ Caramia 82’ Pirone 84’ (rig.) Vitale |

| Arbitro: | Perrotti (Campobasso) |

|                                          |           |                  |
| Vitale 65’ (rig.), 75’ Lavopa 93’ (aut.) | Marcatori | 56’ (rig.) Nagni |

| Arbitro: | Camplone (Pescara) |

|  |           |                             |
|  | Marcatori | 51’ (rig.) Lecce 77’ Pirone |

| Arbitro: | Parrella (Battipaglia) |

|                                                             |           |               |
| Vitale 19’ Vivirito 62’ Giuliano 70’ Pirone 83’ Diodato 90’ | Marcatori | 56’ Privitera |

| Arbitro: | Finzi (Foligno) |

|  |           |                       |
|  | Marcatori | 40’, 85’, 87’ Caramia |

| Bacoli 5 maggio 2012, ore 15:00 CEST 22ª giornata - Partita annullata | Napoli           | - – - | Orlandia97 | Stadio Tony Chiovato\| Arbitro: \| D'Arco (Salerno) \| |
| Arbitro:                                                              | D'Arco (Salerno) |       |            |                                                        |

### Coppa Italia
| Arbitro: | De Tullio (Lecce) |

|  |           |                                                            |
|  | Marcatori | 40’ Lecce 51’ Pirone 60’ Caramia 75’ Esposito 89’ Schioppo |

| Bacoli 2 ottobre 2011, ore 15:00 CEST Sedicesimi                                                     | Napoli    | 7 – 0 | Real Marsico | Stadio Tony Chiovato |
| \| \| \| \| \| Pirone 3’, 5’ Caramia 7’, 56’ Lecce 32’ Filippozzi 80’ Diodato 87’ \| Marcatori \| \| |           |       |              |                      |
| |           |       |              |                      |
| Pirone 3’, 5’ Caramia 7’, 56’ Lecce 32’ Filippozzi 80’ Diodato 87’                                   | Marcatori |       |              |                      |

| Bacoli 21 dicembre 2011, ore 15:00 CEST Ottavi - a tavolino | Napoli | 3 – 0 | Orlandia97 | Stadio Tony Chiovato |

| Arbitro: | Frasca (Sulmona) |

|                                 |                      |                           |
| Vürich 32’                      | Marcatori            | 77’ Caramia               |
| Savini Di Bari Berarducci Couto | Tiri di rigore 1 – 3 | Lecce Filippozzi Giuliano |

| Arbitro: | Ayroldi (Molfetta) |

|                                                            |                      |                                                  |
| Lecce 78’, 91’                                             | Marcatori            | 20’, 52’ Fuselli                                 |
| Caramia Vitale Filippozzi Giuliano Lecce Vivirito Esposito | Tiri di rigore 7 – 6 | Panico Tona Iannella Motta Maendly Fuselli Fadda |

| Arbitro: | Garoffolo (Vibo Valentia) |

|                                     |           |                         |
| Zizioli 3’ Cernoia 46’ Sabatino 98’ | Marcatori | 21’ Giuliano 69’ Vitale |

## Statistiche
Statistiche aggiornate al 20 maggio 2012

### Statistiche di squadra
| Competizione | Punti | In casa | In casa | In casa | In casa | In casa | In casa | In trasferta | In trasferta | In trasferta | In trasferta | In trasferta | In trasferta | Totale | Totale | Totale | Totale | Totale | Totale | DR  |
| Competizione | Punti | G       | V       | N       | P       | Gf      | Gs      | G            | V            | N            | P            | Gf           | Gs           | G      | V      | N      | P      | Gf     | Gs     | DR  |
| ------------ | ----- | ------- | ------- | ------- | ------- | ------- | ------- | ------------ | ------------ | ------------ | ------------ | ------------ | ------------ | ------ | ------ | ------ | ------ | ------ | ------ | --- |
| Serie A2     | 58    | 10      | 10      | 0       | 0       | 43      | 7       | 10           | 9            | 1            | 0            | 30           | 2            | 20     | 19     | 1      | 0      | 73     | 9      | +64 |
| Coppa Italia | -     | 3       | 3       | 0       | 0       | 12      | 2       | 2            | 2            | 0            | 0            | 6            | 1            | 5      | 5      | 0      | 1      | 20     | 6      | +14 |
| Totale       | -     | 13      | 13      | 0       | 0       | 55      | 9       | 12           | 11           | 1            | 0            | 36           | 3            | 26     | 24     | 1      | 1      | 93     | 15     | +78 |

### Statistiche dei giocatori
| Giocatore     | Serie A2 | Serie A2 | Serie A2    | Serie A2   | Coppa Italia | Coppa Italia | Coppa Italia | Coppa Italia | Totale   | Totale | Totale      | Totale     |
| Giocatore     | Presenze | Reti     | Ammonizioni | Espulsioni | Presenze     | Reti         | Ammonizioni  | Espulsioni   | Presenze | Reti   | Ammonizioni | Espulsioni |
| ------------- | -------- | -------- | ----------- | ---------- | ------------ | ------------ | ------------ | ------------ | -------- | ------ | ----------- | ---------- |
| G. Apicella   | 1        | 0        | 1           | 0          | 0            | 0            | 0            | 0            | 1        | 0      | 1           | 0          |
| C. Basile     | 1        | 0        | 0           | 0          | 0            | 0            | 0            | 0            | 1        | 0      | 0           | 0          |
| M. Canonico   | 1        | 0        | 0           | 0          | 0            | 0            | 0            | 0            | 1        | 0      | 0           | 0          |
| M. Caramia    | 17       | 21       | 1           | 0          | 5            | 4            | 0            | 0            | 22       | 25     | 1           | 0          |
| R. De Rosa    | 6        | 0        | 0           | 0          | 0            | 0            | 0            | 0            | 6        | 0      | 0           | 0          |
| P. Di Marino  | 14       | 0        | 3           | 0          | 0            | 0            | 0            | 0            | 14       | 0      | 3           | 0          |
| E. Di Maro    | 1        | 0        | 0           | 0          | 0            | 0            | 0            | 0            | 1        | 0      | 0           | 0          |
| R. Diodato    | 9        | 4        | 1           | 0          | 4            | 1            | 0            | 0            | 13       | 5      | 1           | 0          |
| V. Esposito   | 18       | 0        | 1           | 1          | 5            | 1            | 1            | 0            | 23       | 1      | 2           | 1          |
| R. Filippozzi | 16       | 0        | 4           | 0          | 5            | 1            | 0            | 0            | 21       | 1      | 4           | 0          |
| R. Giuliano   | 19       | 5        | 2           | 0          | 5            | 1            | 0            | 0            | 24       | 6      | 2           | 0          |
| C. Kensbock   | 16       | 1        | 1           | 0          | 3            | 0            | 0            | 0            | 19       | 1      | 1           | 0          |
| E. Lecce      | 16       | 9        | 0           | 0          | 5            | 4            | 0            | 0            | 21       | 13     | 0           | 0          |
| D. Longo      | 14       | 0        | 1           | 0          | 2            | 0            | 0            | 0            | 16       | 0      | 1           | 0          |
| K. Loomis     | 6        | -4       | 0           | 0          | 3            | -8           | 0            | 0            | 9        | -12    | 0           | 0          |
| T. Mariano    | 12       | -5       | 0           | 0          | 2            | 0            | 0            | 0            | 14       | -5     | 0           | 0          |
| V. Pirone     | 16       | 18       | 7           | 0          | 5            | 4            | 3            | 1            | 21       | 22     | 10          | 1          |
| S. Radu       | 2        | 0        | 0           | 0          | 0            | 0            | 0            | 0            | 2        | 0      | 0           | 0          |
| M. Rapuano    | 6        | 0        | 1           | 0          | 5            | 0            | 1            | 0            | 11       | 0      | 2           | 0          |
| A. Rizzo      | 0        | 0        | 0           | 0          | 1            | 0            | 0            | 0            | 1        | 0      | 0           | 0          |
| E. Schioppo   | 17       | 0        | 1           | 0          | 5            | 1            | 0            | 0            | 22       | 1      | 1           | 0          |
| S. Sibilio    | 2        | 0        | 0           | 0          | 0            | 0            | 0            | 0            | 2        | 0      | 0           | 0          |
| S. Taddeo     | 6        | 0        | 0           | 0          | 3            | 0            | 0            | 0            | 9        | 0      | 0           | 0          |
| R. Vitale     | 10       | 9        | 1           | 0          | 2            | 1            | 0            | 0            | 12       | 10     | 1           | 0          |
| S. Vivirito   | 18       | 2        | 3           | 0          | 5            | 0            | 1            | 0            | 23       | 2      | 4           | 0          |